# Neville Chamberlain (oficer)
Neville Francis Fitzgerald Chamberlain KCB KCVO KStJ KPM (ur. 13 stycznia 1856 w Slough, zm. 28 maja 1944 w Ascot) – brytyjski wojskowy, urzędnik państwowy i twórca snookera. Był oficerem Armii Brytyjskiej w Indiach, później pełnił funkcję inspektora generalnego Royal Irish Constabulary i zrezygnował ze stanowiska po powstaniu wielkanocnym w Irlandii w 1916. Uważa się, że wynalazł grę w snookera w 1875, gdy służył w Jabalpurze w Indiach.

## Życiorys

### Wczesne życie
Urodził się w rodzinie wojskowych w Slough w hrabstwie Berkshire, jako syn Charlesa Francisa Falcona Chamberlaina i jego żony Marianne Ormsby Drury. Był również bratankiem marszałka Neville’a Bowlesa Chamberlaina. Kształcił się w Brentwood School i Royal Military College w Sandhurst.

### Kariera wojskowa
9 sierpnia 1873 wstąpił jako podporucznik do 11. Pułku Piechoty stacjonującego w Subathu w Indiach, a w sierpniu 1874 awansował na porucznika. W 1878, podczas drugiej wojny brytyjsko-afgańskiej, dołączył do sztabu marszałka polowego sir Fredericka Robertsa, naczelnego dowódcy armii brytyjskiej w Afganistanie. Chamberlain został lekko ranny w bitwie pod Kandaharem. Służył z Robertsem w Utakamand w latach 1881–1885. Awansował na kapitana 9 sierpnia 1885, na majora 7 listopada 1885.
W 1890 został sekretarzem wojskowym rządu Kaszmiru. 6 stycznia 1894 otrzymał brevet pułkownika. Oficjalny awans na pułkownika miał miejsce 6 lutego 1899 kiedy został członkiem sztabu w Delhi.
Po wybuchu drugiej wojny burskiej lord Roberts został mianowany naczelnym dowódcą sił brytyjskich w Afryce Południowej. W grudniu 1899 Chamberlain ponownie dołączył do Robertsa w Afryce Południowej jako „pierwszy adiutant i sekretarz prywatny” i w raportach wojennych z 1900 Roberts bardzo go chwalił.

### Royal Irish Constabulary
W 1900 został odznaczony Orderem Łaźni. W tym samym roku został mianowany inspektorem generalnym Royal Irish Constabulary (RIC), uzbrojonej policji obejmującej całą Irlandię z wyjątkiem Dublina. Podlegała ona bezpośrednio administracji brytyjskiej w Irlandii, mającej siedzibę w Zamku Dublińskim. Odpowiadała za gromadzenie informacji wywiadowczych i utrzymywanie porządku, uważano ją za „oczy i uszy” rządu. Formalnie zrezygnował ze służby w armii brytyjskiej 1 listopada 1901.
W sierpniu 1903 został mianowany Kawalerem Komandorem Orderu Łaźni (KCB), w 1911 Kawalerem Komandorem Królewskiego Orderu Wiktoriańskiego (KCVO) a w kwietniu 1914 Kawalerem Łaski w Czcigodnym Zakonie Świętego Jana. W 1915 otrzymał Medal Króla dla Policji. Lata spędzone przez Chamberlaina w RIC zbiegły się z rozwojem szeregu organizacji politycznych, kulturalnych i sportowych, których wspólnym celem było oddzielenie Irlandii od Wielkiej Brytanii. Organizacje te często określano mianem Sinn Féin, co doprowadziło do powstania organizacji Irlandzkich Ochotników w 1913.
W raportach dla Głównego Sekretarza Irlandii Augustine’a Birrella i Podsekretarza Sir Matthew Nathana Chamberlain ostrzegał, że Ochotnicy przygotowują się do zorganizowania powstania i proklamowania niepodległości Irlandii. Jednakże w kwietniu 1916, gdy Nathan pokazał mu list od dowódcy armii z południa Irlandii, w którym informował on o spodziewanym lądowaniu broni na południowo-zachodnim wybrzeżu i planowanym na Wielkanoc powstaniu, obaj „wątpili, czy plotka ta ma jakiekolwiek podstawy”. Powstanie wielkanocne rozpoczęło się w Poniedziałek Wielkanocny, 24 kwietnia 1916 i trwało sześć dni, kończąc się dopiero, gdy większa część ulicy Sackville (obecnie O’Connell Street) została zniszczona przez ogień artyleryjski. Chociaż Królewska Komisja ds. Rebelii z 1916 (komisja Hardinge’a) oczyściła RIC z wszelkiej odpowiedzialności za powstanie, Chamberlain zrezygnował ze stanowiska w lipcu 1916 w związku z krytyką nieudolnego wykorzystania informacji wywiadowczych.

## Życie prywatne

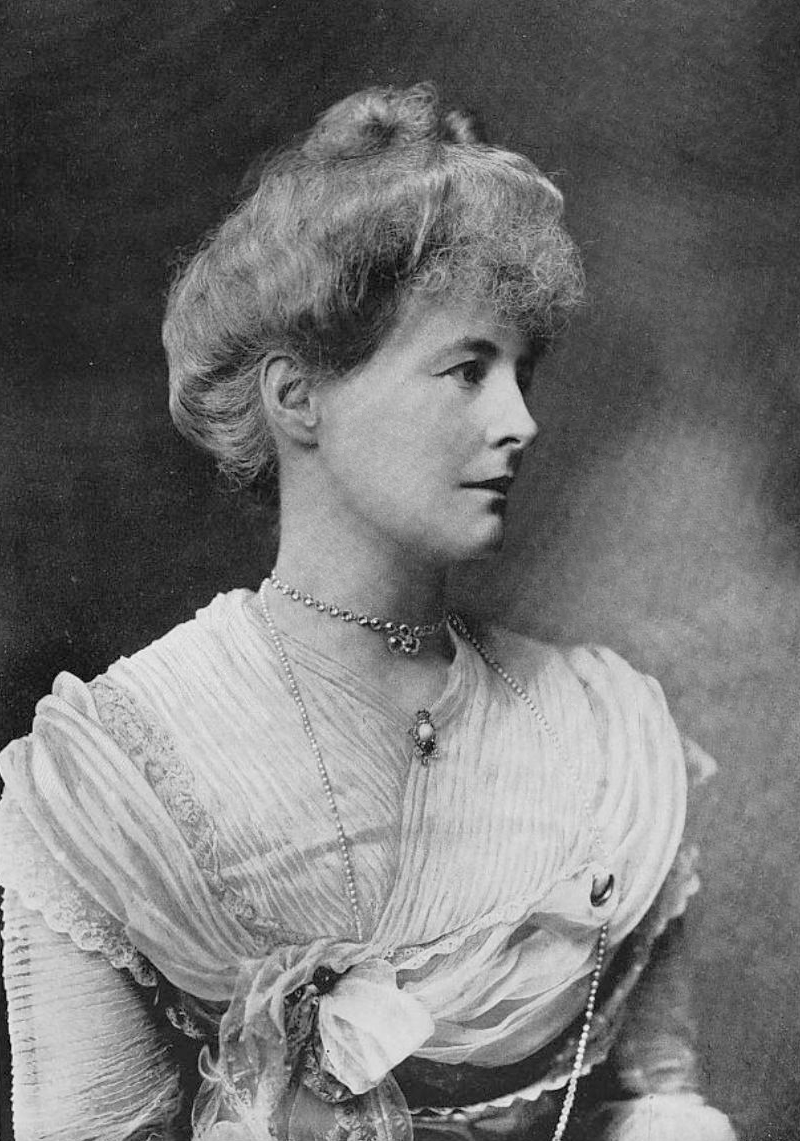
Mary Henrietta Hay (1902)

Po przejściu na emeryturę zamieszkał w Ascot, w hrabstwie Berkshire. 19 marca 1938 opublikował w czasopiśmie The Field list, w którym twierdził, że w 1875 w kasynie oficerskim 11. Pułku Devonshire w Jabalpurze (w Indiach) wymyślił grę w snookera dodając kolorowe bile do klasycznego bilarda. Gra zdobyła popularność w miejscowym klubie a po wspólnym obiedzie z maharadżą zawodowy bilardzista John Ross, który zapoznał się z nowymi regułami,  rozpowszechnił ją w Wielkiej Brytanii. Jego twierdzenie zostało poparte przez pisarza Comptona Mackenzie w liście do The Billiard Player w 1939 i zostało zaakceptowane przez obecne organy zarządzające, takie jak International Billiards and Snooker Federation.
Poślubił Mary Henriettę Hay (1866–1936) w 1886. Ich córka, Nora (1887–1956), poślubiła Clive’a Wigrama, 1. barona Wigram.
Zmarł 28 maja 1944 w swoim domu w Ascot na zapalenie mięśnia sercowego.